# فرودگاه کویواک
فرودگاه کویواک  (به انگلیسی: Kuujjuaq Airport) یک فرودگاه همگانی باربری با کد یاتا YVP است که یک باند فرود آسفالت دارد و طول باند آن ۱۸۲۹ متر است. این فرودگاه در کشور کانادا قرار دارد و در ارتفاع ۳۹ متری از سطح دریا واقع شده است.

## شرکت‌های هواپیمایی و مقصدهای پروازی
Passenger
| شرکت‌های هواپیمایی | مقصدهای پروازی |
| ----------------- | --- |
| ایر اینویت        | اوپالوک، اینوکخوآک، کانگیکسویواک، کانگیکسویواک، کانگیرسوک، کویواراپیک، مونترآل-پییر الیوت ترودو، پوویرنیتوک، کواگتاگ، ژان لوساژ شهر کبک، سللویت، سچففرویلل، سپت‌ائیلس، تاسیوجاک، وابش |
| First Air         | ایکالیوت، مونترآل-پییر الیوت ترودو |

Cargo
| شرکت‌های هواپیمایی | مقصدهای پروازی                     |
| ----------------- | ---------------------------------- |
| First Air         | ایکالیوت، مونترآل-پییر الیوت ترودو |